# Министарство иностраних послова Краљевине Југославије
Министарство иностраних послова Краљевине Југославије је постојало у раздобљу 1918. до 1945.

## Називи
- Министарство иностраних дела Краљевства Срба, Хрвата и Словенаца
- Министарство иностраних дела Краљевине Срба, Хрвата и Словенаца
- Министарство иностраних послова Краљевине Срба, Хрвата и Словенаца, до октобра 1929.
- Министарство иностраних послова Краљевине Југославије

## Формирање
Указом регента Александра од 7/20. децембра 1918. формиран је Министарски савет Краљевства Срба, Хрвата и Словенаца, са 17. министарстава, међу којима и Министарство иностраних дела (МИП). Овим актом је практично дотадашње Министарство иностраних дела Краљевине Србије преименовано у Министарство иностраних дела Краљевства Срба, Хрвата и Словенаца.
Прва организација послова спроведена је доношењем уредбе од 5. маја 1919, која је била заснована на три пројекта закона из 1886. године. Спроведена организација је указивала да је схваћен значај конзуларних послова, иако су били запостављени у односу на дипломатске послове током читавог периода постојања Краљевине Југославије. Уредбом је, такође, дат већи значај административним, новинарским, архивским и библиотечким пословима, који су били подједнако запостављени као и конзуларни у време Краљевине Србије.

## Дипломатска и конзуларна мрежа
Према врсти дипломатска и конзуларна представништва су била: посланства, отправништва послова, дипломатске агенције, генерални конзулати, конзулати, вице-конзулат, почасни генерални конзулати, почасни конзулати и почасни вице конзулати.

### Посланства
Министарство је наставило да ради у новој држави са постојећом дипломатском и конзуларном мрежом у иностранству. Дванаест посланства Краљевине Србије наставило је рад практично без прекида. Четири посланства обновила су рад након обнове дипломатских односа са државама ратним противницима 1920, односно 1924, док је посланство у Москви обновљено тек 1940. године. Са осталих (13) држава постепено су успостављани дипломатски односи.
Без прекида 1918. наставила су рад посланства Краљевине Србије као посланства К СХС у: Атини, Берну, Бриселу, Букурешту, Вашингтону, Лондону, Лисабону, Мадриду, Паризу, Риму, Стокхолму и Хагу. После обнове дипломатских односа са државама ратним непријатељима обновила су рад посланства у: Берлину, Бечу, Будимпешти, Софији, Цариграду 1926. Нова посланстава отворена су у: Прагу 1919, Варшави, при Светој Столици (Ватикану) у Риму (1920), Буенос Ајресу 1921, Тирани 1923, Каиру 1926, планирано је отварање и у Токију 1931. али се одустало због државне политике штедње, Сантјагу 1935, Техерану 1937, Рио де Жанеиру 1938, Москви и Отави 1940. Постојало је Отправништво послова у Риги од 1929. до 1933. године. Отворивши Дипломатску агенцију у Братислави, децембра 1939, Краљевина Југославија је признала Словачку као нови међународни субјект са ограниченим суверенитетом. Посланства у Бечу и Тирани су сведена на ранг генерални конзулата, марта 1938, односно априла 1939. године.

### Амбасаде
Краљевина Југославија је свега два своја посланства подигла је на ниво амбасаде: у Букурешту (Румунија), децембра 1938. г. и у Цариграду, односно Анкари (Турска) 1939. године. Током октобра 1938, покренути су преговори да се југословенско Посланство у Варшави и пољско Посланство у Београду подигну на ранг амбасада, али се од тог плана одустало због резервисаности Пољака који су у то време водили политику "пете европске силе". Посланство у Атини није подигнуто на ниво амбасаде, јула 1939, што је у грчким круговима тумачено као жеља Југославије да се не сврстава потпуно на страну Балканског пакта против Немачке и Италије. Амбасада у Букурешту је поново сведена на ранг посланства марта 1941. године. У току Другог светског рата 1942 на ранг амбасада подигнута су посланства у Лондону, Вашингтону и Москви.

### Сталне и повремене делегације и комисије
Стални делегати су званично препознати у чиновничкој хијерархији законом од 25. марта 1930. године. Дипломатским и конзуларним представништвима треба додати и сталне и повремене делегације и комисије:
1. Дипломатски представници при војсци Царске Русије 1919-1920,
2. Делегација на конференцији мира у Паризу 1919-1920,
3. Делегација при Конференцији за репарацију у Паризу 1919-1930,
4. Стални делегат при Друштву народа у Женеви 1924-1925, 1927-1941,
5. Владин делегат при Међународној дунавској комисији: Будимпешта, Беч, Братислава 1920-1932, односно при Међународном дунавском савету 1932-1941,
6. Државни заступници при мешовитим изборним судовима Краљевине Југославије / СХС са Немачком 1922-1939; Краљевине Југославије / СХС са Аустријом 1921-1939; Краљевине Југославије / СХС са Бугарском 1921-1939; Краљевине Југославије / СХС са Мађарском 1924-1939,
7. Представник у ликвидационој комисији у Бечу 1922.

## Одељења Министарства иностраних дела
Ради бржег и тачнијег обављања послова у министарству 1919. су образована одељења: Политичко, Административно, Конзуларно-трговачко, Одсек рачуноводства, Главна архива и Прес биро за званична саопштења, који је до тада био у надлежности Председништва Министарског савета. Убрзо после доношења уредбе од 5. маја 1919, којим је предвиђено постојање само три одсека Политичког одељења, убрзо је почело формирање нових одсека. Најважнији је био Четврти одсек, познатији међу чиновницима као "Арбански" или "Ч" одсек, чије активности су држане у строгој тајности. До марта 1922, формирано је укупно осам нових одсека који нису били предвиђени уредбом.
При Председништву Министарског савета од 1918-1922. постојало је Одељење за извршавање међународних уговора које је обављало послове који су се односили на: уговоре о миру, Друштво народа, разграничења, мањине, наоружавање и разоружавање и накнаду ратне штете. 1922. ово одељење прелази у састав Министарства иностраних дела у својству саветодавног тела за правна питања међународног карактера.
Министар Момчило Нинчић је решењем од 28. децембра 1922, установио нову организациону јединицу Друго политичко одељење. Одељење је било задужено за све послове везане за Друштво народа и мањинска питања. Циљ промена је био да се искористе пређашња искуства Краљевине Србије на пољу пропагандно-просветног рада за унапређење делатности у вези са југословенском дијаспором, али и да се боље одговори на преузете нове међународне обавезе које су проистицале из Пакта Друштва народа и активности спровођених у Женева|Женеви. Дотадашње Политичко одељење, које је преименовано у Прво политичко одељење, било је задужено за комуникацију са посланствима, док је Друго политичко одељење било задужено за комуникацију са конзуларним представништвима. Сви чиновници Политичке секције Одељења за извршење међународних уговора, који су били задужени за рад на мањинским питањима, су премештени у Друго политичко одељење. Друго политичко одељење је функционисало до 25. фебруара 1925. године.
Поново установљено јединствено Политичко одељење је крајем исте године реформисано у Генералну политичку дирекцију. Некадашње Друго политичко одељење МИД, претворено је у Друго одељење ГПД МИД. Треће одељење ГПД МИД било је задужено за балканске земље, Четврто одељење ГПД МИД било је задужено за државе у Централној Европи (којима је придодата и Италија), а Пето одељење ГПД МИД за све остале државе. Јануара 1926, оформљен је Обавештајни одсек I одељења који је био задужен за класификацију свих инструкција Министарства и извештаја посланстава, а потом и за обавештавање дипломатских представништава о важним променама у југословенској спољној политици и дипломатским активностима, али и о значајним догађајима у међународним односима.
Одељење за извршавање међународних уговора подигнуто је у ранг Дирекције за уговоре, почетком 1926. године. У састав ове дирекције било је Трговинско-политичко одељење, у чијој је надлежности била трговина и закључивање трговинских уговора. Године 1929. ова дирекција је укинута, а послови из њене надлежности пренети су у надлежност Политичког оделења.
После завођења Шестојануарског режима 1929, спроведене су две нове реорганизације. Уредом од 19. априла 1929, која се односила на Председништво Министарског савета и сва министарства, МИП је подељен на пет одељења: Политичко, Управно са рачуноводством, Конзуларно-привредно, Правно одељење и Главна архива. Министар Војислав Маринковић је на основу Уредбе о уређењу врховне државне управе од 31. марта, иницирао израду новог закона. На нацрту закона заједно су радили председник владе Петар Живковић, министар иностраних дела Војислав Маринковић и његов заступник, министар без портфеља Константин (Коста) Кумануди. Према њиховом плану, министарство је требало да буде подељено у шест одељења, раздвајањем послова управног одељења и рачуноводства. Уместо Конзуларно-привредног, било је предвиђено само Привредно одељење чији III одсек би био задужен за конзуларне послове. Међутим, овај нацрт закона није усвојен. Нови закон је донет 25. марта 1930. године. Министарство је било подељено на пет одељења: Политичком, Управно, Конзуларно-привредно, Правно и Главну архиву. Потом је донет засебни закон о архивама министарства, дипломатских и конзуларних представништава, 5. априла 1930. године. Нова организација министарства је остала најдуже на снази, током међуратног периода.
Нове измене су унете непосредно пред избијање Другог светског рата, уредбом са законском снагом од 10. августа 1939, у време већ заоштрених међународних односа у Европи, промене граница и нестанка појединих држава. Новонастале међународне околности имале су велики утицај на рад дипломатско-конзуларне мреже, која је била врло осетљива на различите промене које су се изненада појављивале у појединим државама и регионима. Због тога је било неопходно да се спроведе и нова организација послова како би се одговорило изазовима времена. Реорганизацијом су уведена нова одељења у Министарству: Одељење за штампу, Главна архива променила је назив у Историјско одељење, од ранијег Управног одељења са рачуноводству формирана су два: Управно одељење и Одељење рачуноводства. Министарство је тада имало 7 одељења: Политичко, Управно, Конзуларно-привредно, Правно, Историјско и Одељење рачуноводства.